# スーパーチャイニーズ1・2 アドバンス
『スーパーチャイニーズ1・2 アドバンス』は2004年6月24日にカルチャーブレーンより発売されたゲームボーイアドバンス用ゲームソフト。

## 概要
ファミリーコンピュータで1986年6月20日に発売された『スーパーチャイニーズ』と1989年5月26日に発売された『スーパーチャイニーズ2』をカップリングした上に新作のアクションパズルゲーム『スーチャイラビリンス～妖魔軍団の逆襲～』を収録したリメイク＋最新作である。また、『1』と『2』どちらでもゲームセーブが可能になり、『2』でイベント時にビジュアルが挿入されるようになった。なお、『2』の通常戦闘時のキャラクターグラフィックがほとんど『スーパーチャイニーズワールド2』と『スーパーチャイニーズワールド3』の使い回しである。